# Pita Indijanci
Pita Indijanci (pl. Pitas), Pleme Coahuiltecan ili Tamaulipecan Indijanaca koje je u 18. stoljeću živjelo sjeverno i južno od Rio Grande u sjeveroistočnom Meksiku i SAD-u, Teksas. Podaci o njima su dosta oskudni. Kao lokacija spominje se 1727. Nuevo León blizu današnjeg Lampazosa na misiji Nuestra Señora de los Dolores de la Punta. Također ih je bilo i na misiji San Antonio de Valero kod San Antonia u Teksasu, koja je utemeljena 1718. i na misiji San Juan Bautista blizu Guerrera u sjeveroistočnoj Coahuili, gdje ih je nešto preostalo do 1783. Thomas N. Campbell drži da bi mogli biti identični plemenu Pitalac čiji je dom bio duž Rio Grande blizu modernog Lareda u Teksasu.